# Таюва
Таюва (порт. Taiúva) — муниципалитет в Бразилии, входит в штат Сан-Паулу. Составная часть мезорегиона Рибейран-Прету. Входит в экономико-статистический микрорегион Жаботикабал. Население составляет 5719 человек на 2006 год. Занимает площадь 132,157 км². Плотность населения — 43,3 чел./км².

## История
Город основан 29 декабря 1902 года.

## Статистика
- Валовой внутренний продукт на 2003 составляет 95 602 492,00 реала (данные: Бразильский институт географии и статистики).
- Валовой внутренний продукт на душу населения на 2003 составляет 17 008,09 реала (данные: Бразильский институт географии и статистики).
- Индекс развития человеческого потенциала на 2000 составляет 0,789 (данные: Программа развития ООН).

## География
Климат местности: тропический. В соответствии с классификацией Кёппена, климат относится к категории Cfa.